# Séptima Compañía de Bomberos de Temuco
La Séptima Compañía corresponde a una Compañía del Cuerpo de Bomberos de Temuco de la capital de la Región de la Araucanía.  
Opera en las comunas de Temuco y de Padre Las Casas. Fue fundada el 6 de noviembre de 1970 y cuenta con las especialidades en Agua, Escala y Salvataje.

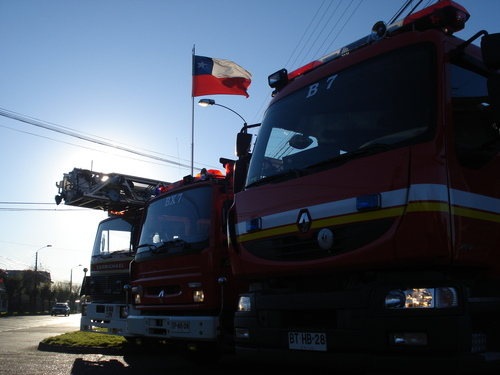
M-7,Bx-7 y B-7 temuco

## Historia
El Cuerpo de Bomberos de Temuco, ya consolidado en el servicio a la comunidad, contaba con seis Compañías a su haber, pasaron largos 50 años entre la fundación de la Sexta (1919) y la Séptima.
Corría el año 1966 la Compañía de Bomberos “Millaray”, en formación, comunica oficialmente su existencia y solicita su reconocimiento de parte del Cuerpo de Bomberos de Temuco. En un amplio debate se consideran las diversas cláusulas que deben tenerse en cuenta. Por ejemplo se cita el Art. 20º del Reglamento; la situación producida tiempo atrás con una solicitud parecida en el sector “Las Quilas”; el control de los fondos; el sector que les correspondía, el lugar en que se ubicaría el Cuartel, etc.
Jorge Claverie D. y Vital Higueras B. Director y Capitán, respectivamente son los primeros oficiales de esta compañía en formación.
El 6 de noviembre de 1970, deja de ser compañía en formación, para integrarse como nueva Compañía del Cuerpo de Bomberos de Temuco. Este reconocimiento Como Compañía del Cuerpo de Bomberos de Temuco” es ratificado en Sesión Ordinaria por el Honorable Directorio General el 13 de noviembre de 1970.

## Guardia nocturna
La guardia nocturna está constituida por todos los Voluntarios Activos de la Compañía que no están casados o imposibilitados de recogerse a esta. El propósito de esta unidad, es velar por la protección de la comunidad ante los Incendios, Salvamentos, Rescates Vehiculares y emergencias de toda índole, producidos durante el transcurso de la noche. La Guardia Nocturna de la Séptima Compañía, cuenta con 3 grupos de guardianes, quienes durante un periodo de 7 días (por grupo de Guardianes) deben pernoctar en las dependencias de nuestro cuartel. Para eso, la Compañía cuenta con dependencias para tal efecto (Guardia Nocturna) completamente equipadas para que los Voluntarios puedan dormir, guardar sus pertenencias y recuperar energías perdidas durante una emergencia nocturna.

## Especialidad
El concepto de especialidad bajo el cual se rige el funcionamiento operativo del Cuerpo de Bomberos de Temuco desde el año de su fundación, está compuesto por:
- Unidades de Agua.
- Unidades de Escalas y Salvamento (heredera del legado operativo de la fusión de las antiguas Compañías Chilenas de “Hachas, Ganchos y Escaleras” y de “Salvadores y Guardias de la Propiedad”).
- Unidades de Rescate Vehicular.
- Unidades de Hazmat (Materiales Peligrosos).

Bajo esta estructura, la Séptima Compañía opera desde su fundación como unidad de Agua, Escala y Salvataje primordialmente, recibiendo desde Inglaterra una donación de un carro escala telescópica marca Iveco Magirus Carmichael con un despliegue de su escala de 30 metros de altura, lo que le permite realizar funciones de salvamento y combate de incendios de alturas.(desprendida del concepto del Salvamento).

## Requisitos de postulación
- Debes tener 18 años cumplidos o cercanos a cumplirlo.
- Certificado de estudios (haber aprobado o cursando 4.º año de enseñanza media )
- Certificado médico acreditando salud compatible con el servicio.
- Certificado de antecedentes vigente, sin antecedentes penales.
- Si eres menor de 18 años pero mayor de 14 años, puedes formar parte de nustra brigada juvenil, el cual es el semillero de nuestros futuros bomberos.

El proceso de postulación contempla un periodo de cursos y evaluaciones teóricas y prácticas, entrenamiento físico, prácticas con equipos para el combate de incendios, convivencia y vida de cuartel, etc.
Si estás decidido a ser parte de esta forma de vida y quieres formar parte de la Séptima Compañía, te invitamos a contactarnos para programar una reunión con nuestros oficiales, quienes te entregarán toda la información necesaria sobre el proceso de postulación e incorporación a nuestra Compañía.

## Enlaces
- Séptima Compañía de Bomberos de Temuco
- Cuerpo de Bomberos de Temuco

- Datos: Q17630898